# Francisco Canals Vidal
Francisco Canals Vidal, né à Barcelone le 30 mai 1922 et mort dans la même ville le 7 février 2009, est un philosophe, théologien, universitaire et militant catholique laïc espagnol. Longtemps titulaire de la chaire de métaphysique de l'université de Barcelone, il est surtout reconnu comme l'un des thomistes contemporains les plus distingués et le chef de file de l'école thomiste de Barcelone (es) ; il consacra principalement ses travaux scientifiques à la métaphysique de la cognition. En tant que théologien, il se spécialisa en théologie de l'histoire et en joséphologie, en tant que laïc catholique, il contribua à la dévotion pour le Sacré-Cœur de Jésus. Historien des idées et partiellement théoricien politique lui-même, il fut lié à la version carliste du traditionalisme et est considéré comme l'un de ses plus grands maîtres contemporains.

## Famille et jeunesse

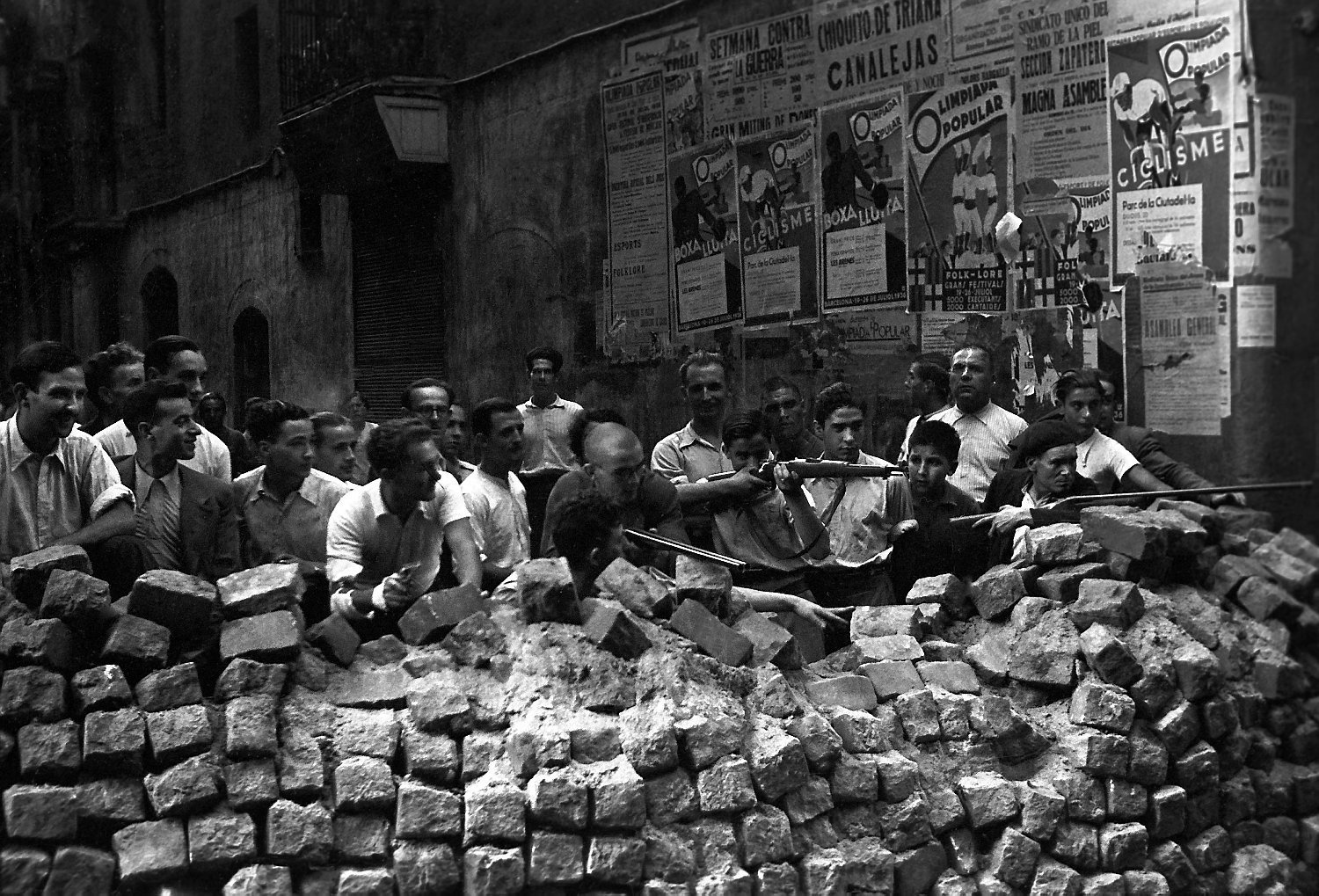
Barcelone, juillet 1936.

La famille Canals est parmi les plus connues de Catalogne ; elle acquit à la fois de la reconnaissance et une position sociale au XVIIIe siècle, avec la co-fondation, la reprise et la gestion ultérieure des Fábricas de indianas (es), l'une des premières grandes industries textiles de la région,. Le grand-père paternel de Francisco, Emilio Canals Moret (1841-1907), milita dans le Parti conservateur et entra en 1902 dans son comité exécutif de Barcelone. Il épousa María Paz Arrieta Acuña ; le couple eut au moins 10 enfants, dont le père de Francisco, Manuel Canals Arrieta (1877-1938). Ce dernier épousa Carolina Tay Sucre avec qui il eut un enfant avant la mort de cette dernière. Remarié, il épousa Manuela Vidal Cabot (1886-1973). Le couple vivait à Barcelone et eut 5 enfants, dont Francisco fut le cadet.
Les enfants de la famille furent élevés dans une ambiance profondément religieuse. Francisco commença ses études à l'école piariste de la rue de la Députation ; en 1932, faisant déjà ses études secondaires, on l'inscrivit au collège du Sacré Cœur, toujours à Barcelone. Une source affirme qu'il fréquenta le collège jusqu'en 1939, une autre que, vivant dans la Barcelone contrôlée par les républicains, il fréquenta divers établissements et obtint le bachillerato peu après la fin de la guerre civile. Il commença des études de mathématiques, mais abandonna au bout de peu de temps et rejoignit en 1940 le séminaire jésuite de Veruela, qu'il abandonna à son tour après quelques mois de noviciat. Plein d'incertitudes quant à son avenir et cédant à la pression de sa propre famille, il décida de suivre des études de notaire et, en 1943, s'inscrivit en droit à l'université de Barcelone. Avant d'obtenir son diplôme en 1946 et d'envisager des études juridiques d'introduction à l'enseignement général, il entama des études de philosophie et lettres ; il obtint son diplôme en 1950. À la fin des années 1940, Canals assuma des fonctions d'enseignant auxiliaire à l'université de Barcelone.

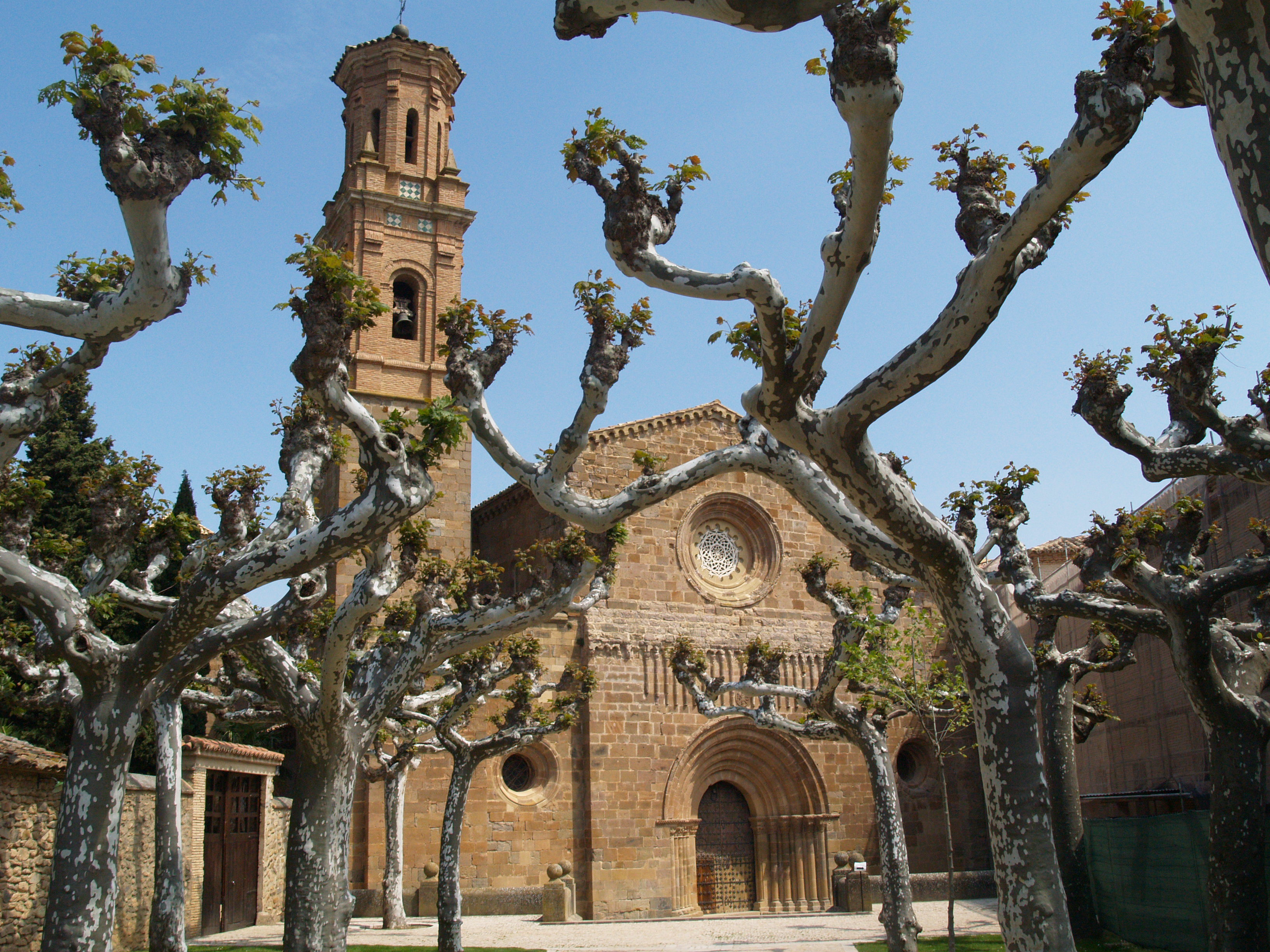
Abbaye de Veruela

En 1950, Canals épousa Isabel Suris Fábrega. Le couple s'installa à Barcelone et eut 11 enfants. Parmi ceux-ci José María Canals Suris est actif dans la politique liée au traditionalisme ; en tant que candidat de la Communion traditionaliste carliste (es), il se présenta sans succès au Sénat, en 2004 pour Albacete.

## Carrière académique

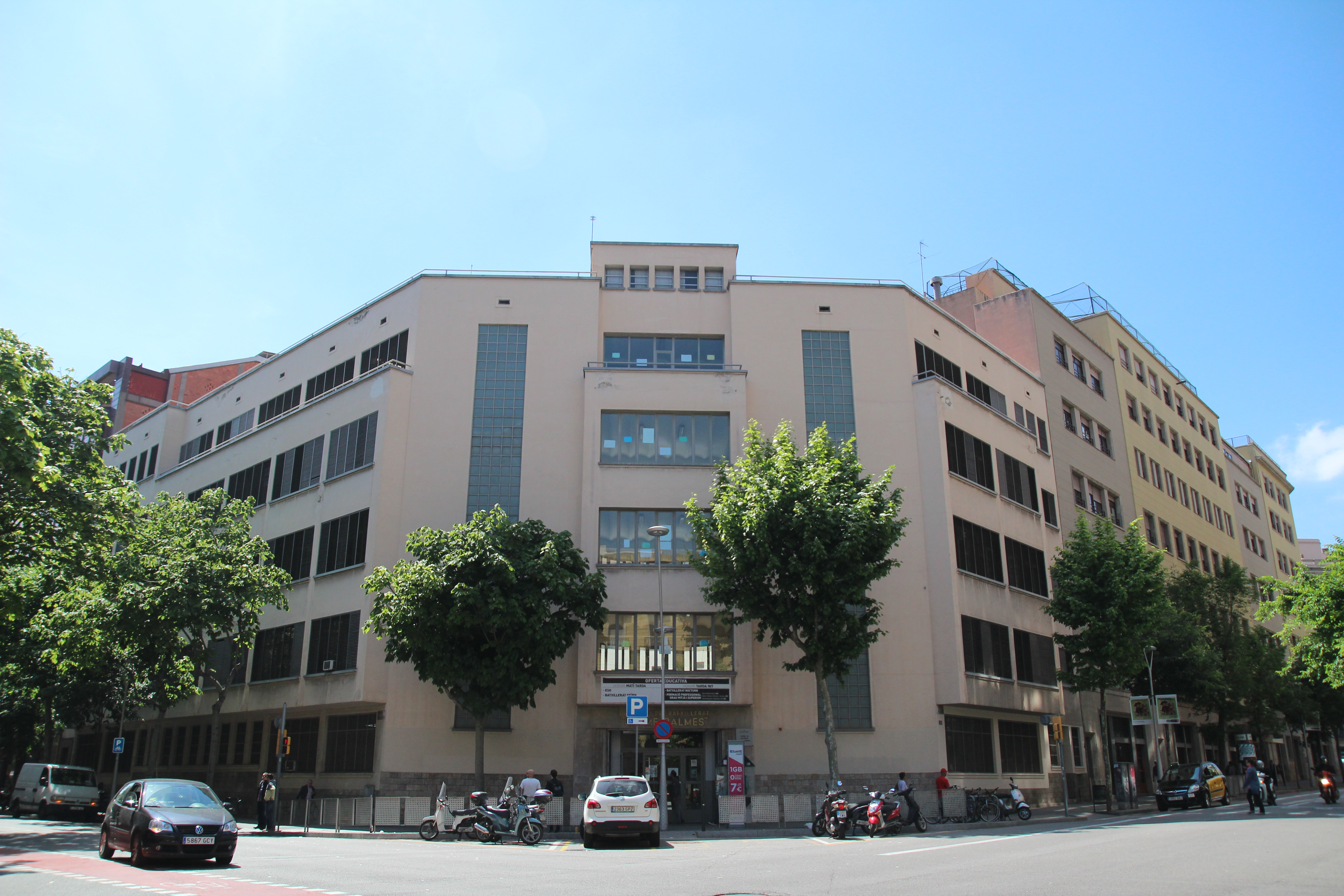
Le lycée Balmes de Barcelone (site actuel).

Diplômé en philosophie et lettres, Canals décida au début des années 1950 de se consacrer à la philosophie et entreprit des études doctorales sous la direction de Jaime Bofill. Il présenta sa thèse, El logos, ¿indigencia o plenitud? (« Le logos, indigence ou plénitude ? ») à l'université de Madrid en 1952. Il obtint un second doctorat en 1956, avec Cristianismo y Revolución (« Christianisme et Révolution »),  dans le Département de droit de l'université de Barcelone. Bien qu'il donnât des cours mineurs depuis 1949, ses tentatives pour obtenir des chaires de métaphysique à Valence et de droit politique à Barcelone s'avérèrent infructueuses ; il fut néanmoins engagé dans la capitale catalane pour enseigner la théorie de la connaissance. En 1958, il commença à enseigner à lycée Balmes, un prestigieux établissement d'enseignement secondaire de Barcelone, et fut également admis dans le Cuerpo de Catedráticos Numerarios de Institutos Nacionales de Enseñanza Media.
Canals commença à travailler à temps plein à l'université de Barcelone dans des circonstances controversées. En 1965, Manuel Sacristán Luzón, de plus en plus reconnu comme philosophe marxiste et soupçonné d'être membre du Parti communiste espagnol clandestin, n'obtint pas le renouvellement de son contrat et c'est Canals qui reprit ses cours. En 1966, il assuma la chaire de métaphysique, en remplacement de Jaime Bofill qui prenait sa retraite ; Canals occupa ce poste pendant plus de 20 ans, jusqu'à ce qu'il prît à son tour sa retraite en 1987. À la fin des années 1960 il dirigea le département de philosophie théorétique. Dans les années 1970, il cofonda la Société internationale Thomas d'Aquin, dont il présida la section espagnole (1981-1986) et fut vice-président de son exécutif international (1991-1997) ; dans l'intervalle, il obtint un autre doctorat, en théologie,. En 1989, Canals fut nommé à l'académie pontificale saint Thomas d'Aquin, basée au Vatican. Au XXIe siècle, il fut docteur honoris causa des universités de Manille, celle de Mar del Plata et de l'université Abbé Oliva CEU de Barcelone. Canals fut également un conférencier actif au-delà du cadre universitaire.

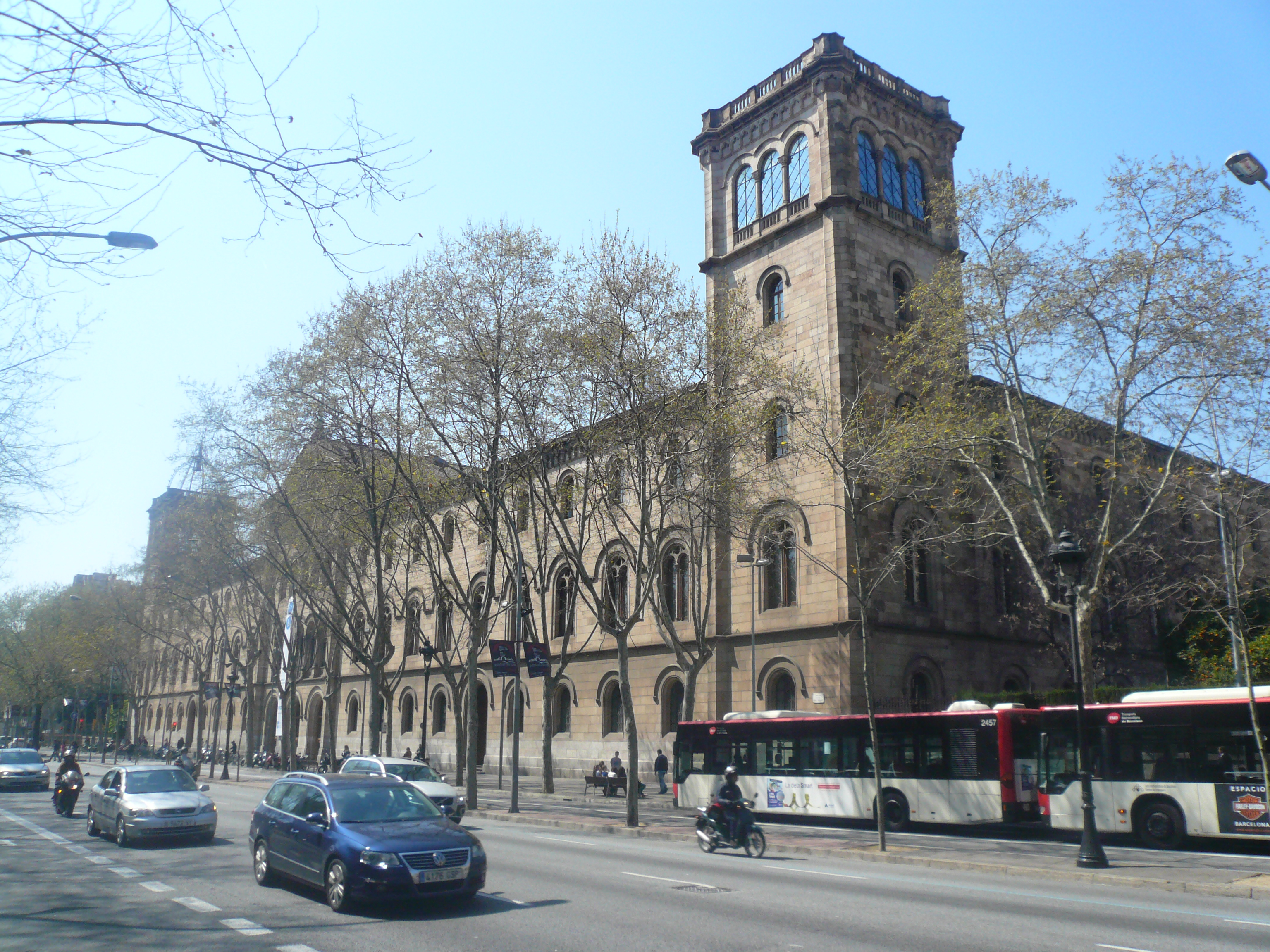
Université de Barcelone

Canals considérait son travail académique comme un service à la science et à la religion ; il ne voyait aucune incompatibilité dans la recherche de la vérité scientifique et dans l'attitude missionnaire et apostolique. Il considérait que les deux étaient liés de près et s'attacha à eux avec passion ; ses cours furent remarqués pour leur logique rigoureuse, mais aussi pour la ferveur avec laquelle il les menait et l'animation qu'il leur insufflait,. Lorsqu'il remplaça Sacristán, Canals affirma avoir accepté le poste  « pour sauver les étudiants du feu éternel », auquel ils avaient été exposés lors des discours de son prédécesseur. Les étudiants se mirent en grève et Canals échappa de peu à une agression physique ; il fut fustigé plus tard pour « sa franquiste et plus qu'autoritaire et réactionnaire présence » et pour avoir placé un crucifix sur le mur de la salle de cours. Dans les années 1970, il était déjà une icône ultra-réactionnaire ; lors des émeutes de 1971, des centaines d'étudiants envahirent son bureau et se vantèrent plus tard d'avoir expulsé un réactionnaire de la faculté,. Pendant la transition démocratique, Canals fut particulièrement alarmé par la déchristianisation des universités et resta déterminé à affronter la marée marxiste montante. inquiet de l'infiltration par le PCE du domaine académique dans la poursuite de ses objectifs révolutionnaires. Il dénonça encore plus tard les activités subversives et essaya d'empêcher la marginalisation de la religion et de la foi à l'Université.

## Philosophe

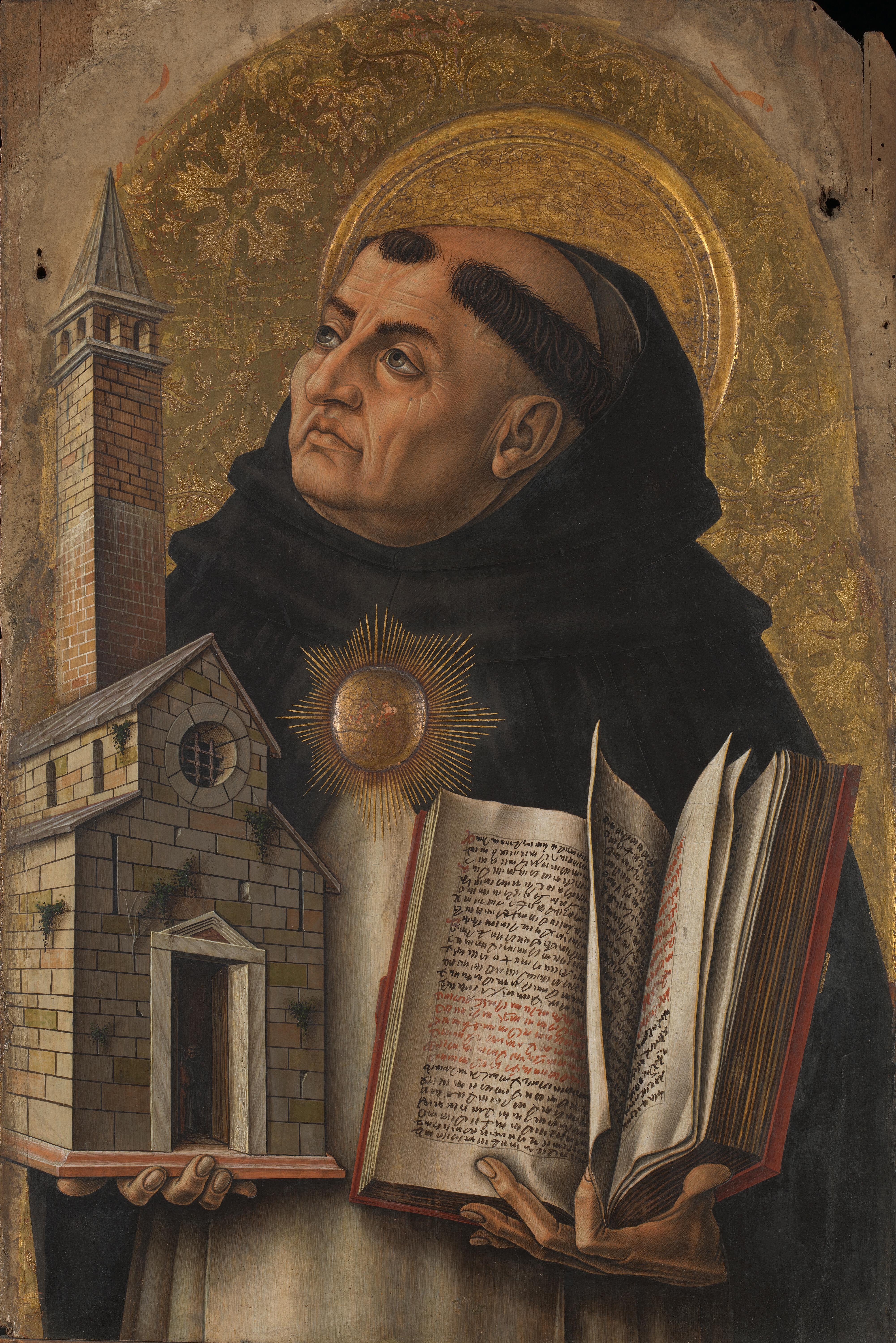
Thomas d'Aquin

L'intérêt de Canals pour la philosophie fut éveillé par Ramón Orlandis Despuig (ca), un prêtre catholique et philosophe qu'il rencontra au milieu des années 1940 ; leur coopération intellectuelle qui dura 15 ans et leur amitié personnelle firent de Canals un thomiste. Une autre personnalité qui contribua à sa formation fut Jaime Bofill Bofill, également disciple d'Orlandis et son successeur à la tête de l'école thomiste de Barcelone (es). Canals lui succéda au milieu des années 1960 ; il dirigea le groupe informel durant les 40 années suivantes et devint un maître pour ses représentants ultérieurs, José María Petit, José María Alsina, Antonio Prevosti, Margarita Mauri, Ignacio Guiu, José María Romero, Francisca Tomar, Misericordia Anglés, Eudaldo Forment et d'autres,.
La contribution de Canals à la philosophie couvre la métaphysique, l'ontologie et l'épistémologie, ses trois sujets principaux étant la métaphysique de la connaissance, la métaphysique de l'être et la métaphysique de la personne ; son principal domaine d'intérêt était la théorie de la cognition. Cependant, son œuvre est généralement reconnue pour avoir fourni une synthèse du thomisme avec de multiples facettes, peut-être la toute dernière qui ait été réalisée. La contribution la plus originale de Canals à la compréhension du thomisme est une théorie du « réalisme pensant », qui se focalise sur la relation entre un humain et la transcendance en discutant de l'intégrité de l'acte d'être et de l'acte de savoir, le dernier étant manifestatif et locutoire. Cette théorie est combinée et étayée par l'accent mis sur les praecognitia, les propriétés cognitives d'un humain ; L'approche substantialiste de la personne est un autre trait caractéristique du discours de Canals, dans le cadre de sa conception générale d'un « humanisme théocentrique » Un autre trait marquant l'approche novatrice de Canals envers le thomisme est un certain détachement de l'analyse de l'orthodoxie scolastique et néo-scolastique traditionnelle et la définition du concept dans le discours avec une pensée fondée sur l'approche kantienne et hégélienne . Loin de chercher un terrain d'entente, Canals chercha à démontrer la robustesse de l'œuvre d'Aquin en tant que capable d'affronter et de surmonter les limites perçues de la pensée moderne.

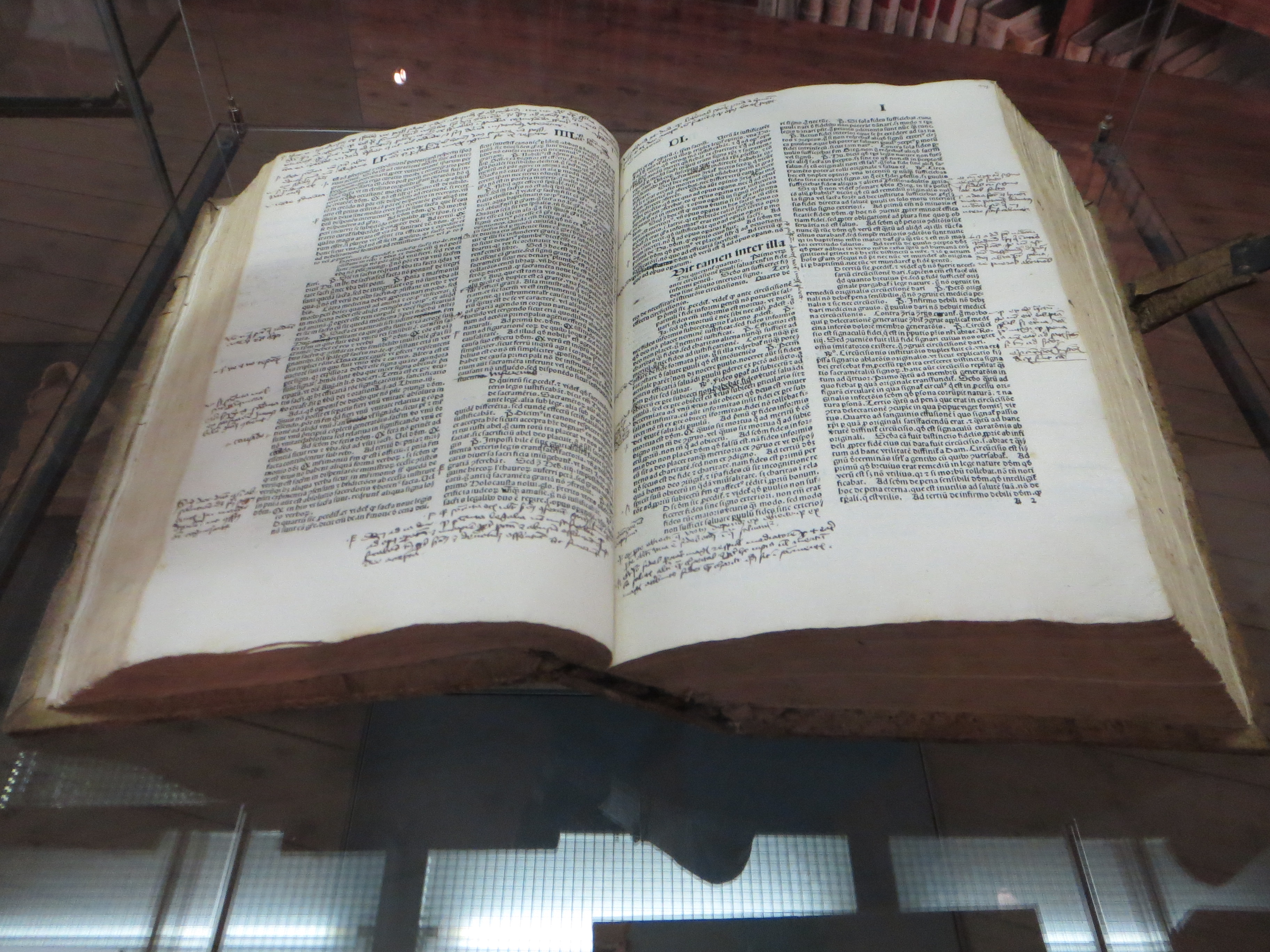
Somme théologique de Thomas d'Aquin

Le traité philosophique de Canals le plus notable et distinctif est certainement Sobre la esencia del conocimiento (1987), une étude approfondie et érudite traitant de l'épistémologie du point de vue thomiste, décrite par certains comme « le livre qui fait histoire ». Un ouvrage plus synthétique sur Thomas d'Aquin, rassemblant la plupart de ses sujets antérieurs et résumé à la fin de la vie de Canals, est Tomás de Aquino. Un pensamiento siempre actual y renovador (2004). Deux ouvrages antérieurs, plus compacts et le dernier en partie répétitif, sont Para una fundamentación de la metafísica (1967) et Cuestiones de fundamentación (1981). Il publia d'autres travaux mineurs éparpillés dans des revues spécialisées. L'œuvre thomiste de Canals est complétée par une anthologie qu'il édita, Sant Tomàs d'Aquino. Antología metafísica (1991), accompagné de deux autres anthologies de textes philosophiques contemporains (1974) et médiévaux (1975), tous deux réimprimés à plusieurs reprises au cours des deux décennies suivantes. L'ouvrage qui connut la plus grande popularité, cependant, est conçu comme un manuel pour les étudiants en philosophie : Historia de la filosofía medieval (1976), qui fut réédité 4 fois  jusqu'au début des années 1990.

## Théologien

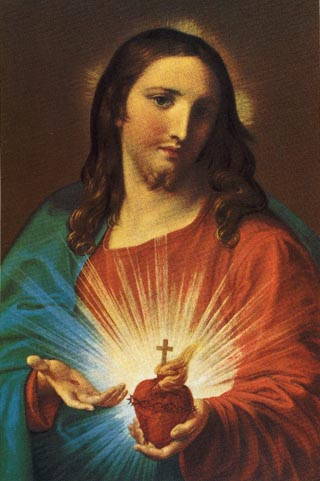
Le Sacré-Cœur par Batoni

À partir de sa rencontre avec le père Orlandis, l'intérêt de Canals porta principalement sur la philosophie et la théologie. Il percevait la dernière non pas comme un exercice spéculatif mais comme une science discursive, soumise aux procédures habituelles de vérification rationnelle tout en restant au service de la foi catholique romaine. La plus grande partie de son œuvre relève de deux courants : la théologie dogmatique et la théologie historique. À partir de la fin des années 1960, il fut de plus en plus reconnu comme une autorité par différentes institutions et organisations catholiques. Parmi les intellectuels traditionalistes espagnols, il fut peut-être le moins sceptique au sujet du concile Vatican II et demeura ensuite fermement dans l'orthodoxie définie par le Vatican, comme en témoigne sa nomination en 1998 à l'Académie Saint-Thomas et la distinction honorifique de commandant de l'ordre de Saint-Grégoire-le-Grand, tous deux conférés par le pape Jean-Paul II ; Canals fut personnellement apprécié par le pape et explora dans ses écrits un certain nombre de concepts inventés plus tôt par Karol Wojtyła.
En termes de doctrine, les travaux de Canals furent variés. Le premier dogme qu'il aborda, et sur lequel il travailla pendant la plus grande partie de sa vie fut celui du Sacré-Cœur de Jésus ; il se focalisa ensuite sur un certain nombre de dogmes de la mariologie et de la christologie. Les deux sujets les plus caractéristiques de son œuvre sont la théologie de l'histoire et la joséphologie. Le premier, centré sur la vision du royaume du Christ sur terre posé en objectif ultime, s'oppose quelque peu aux concepts millénaristes antérieurs mais va au-delà de ceux des versions antérieures, qualifiée par certains commentateurs de « millénarisme mitigé » ou « millénarisme politique ». Les études joséphologiques sont liées au concept d '« enfance spirituelle », qui serait représentée par saint Joseph, sa position de modèle et ses implications pour l'apostolat des laïcs ; d'autres thèmes abordés par Canals qui y sont associés sont ceux se référant aux relations conjugales, à la virginité et à la position de saint Joseph dans l'ordre hypostatique. En termes d'histoire de la théologie, Canals consacra l'essentiel de son attention à Thomas d'Aquin et à la pensée médiévale primitive. Retraçant l'évolution de la doctrine du IVe au VIIIe siècle, il reconnaît le contexte politique et socioculturel, mais évite le réductionnisme et affirme que le processus de formulation de la doctrine catholique fut principalement alimenté par la fidélité aux principaux dogmes.

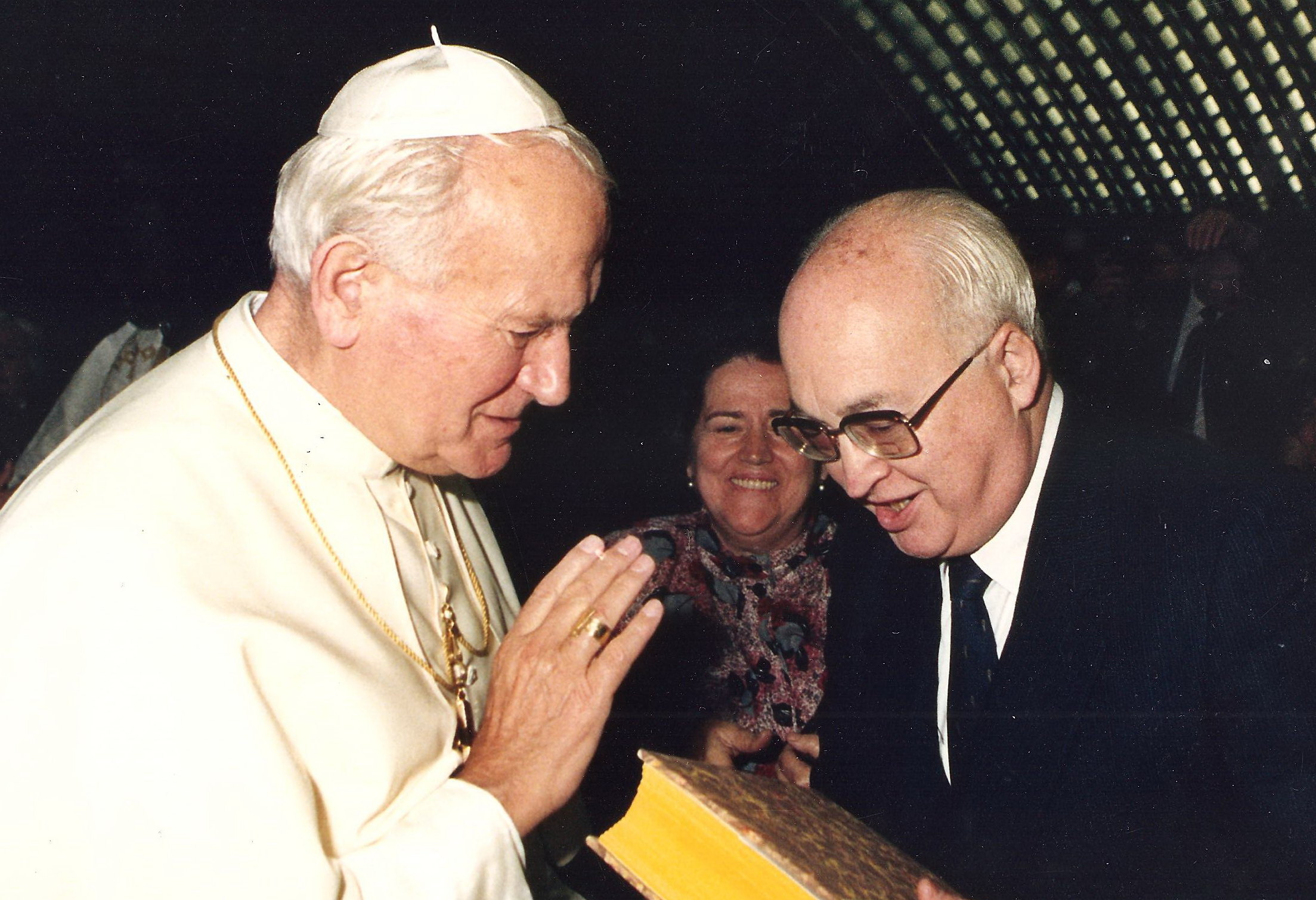
Canals et Jean-Paul II en 1989

La thématique joséphologique est la plus abondamment traitée dans la production théologique écrite de Canals ; il lui consacra deux livres, un long San José, Patriarca del Pueblo de Dios (1982) et une anthologie de textes sur saint Joseph, intitulée San José en la fe de la Iglesia (2007). Mundo histórico y Reino de Dios (2006) est un cours de théologie de l'histoire, tandis que Los siete primeros concilios. La formulación de la ortodoxia católica (2003) traite de l'évolution de la doctrine catholique primitive. En torno al diálogo católico-protestante (1966) ne relève d'aucun des domaines mentionnés ci-dessus ; écrit au cours de Vatican II, il avance une approche quelque peu concurrentielle de l'œcuménisme et affirme que l'accent mis sur les composantes unifiant les fois chrétiennes se faisait au prix d'une minimisation du message central. Enfin et surtout, pendant plus d'un demi-siècle, Canals contribua à un diverses revues catholiques, principalement Cristiandad, dont il resta membre du comité de rédaction.

## Historien

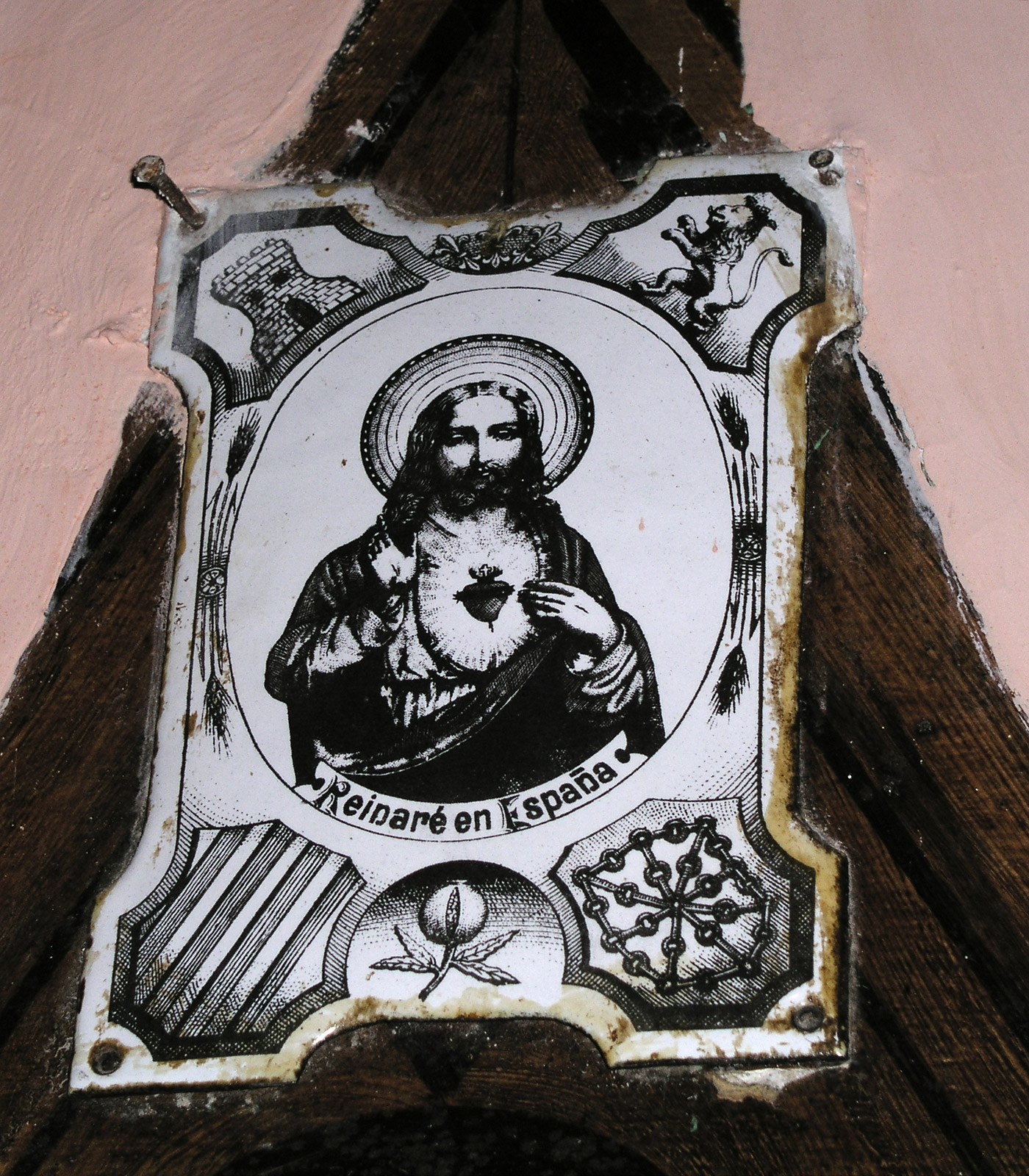
Je régnerai sur l'Espagne

L'historiographie constitue un sujet secondaire mais visible des écrits de Canals, qui demeura dans ce domaine presque exclusivement un historien des idées. Il tendit à se concentrer temporellement sur la période moderne tardive, et géographiquement sur la Catalogne, l'Espagne et le domaine hispanique, avec pour fil conducteur la confrontation des structures traditionnelles avec les idées nouvelles des Lumières, de l' absolutisme, de la Révolution, du romantisme et du libéralisme, qui les remirent question. Depuis une perspective générale théologique de l'histoire, Canals discute du sentiment croissant de discontinuité perçue entre le passé et le présent, principalement dans le contexte de l'Europe romane des XVIIIe et XIXe siècles, et des efforts pour combler le fossé, conduisant à la naissance du traditionalisme. Le catholicisme libéral est défini comme son principal adversaire, dont il examine en détail le développement et l'adaptation aux circonstances politiques changeantes ; leur opposition est principalement étudiée dans le contexte espagnol mais est parfois étendue à un cadre européen plus large, par exemple l'ultraroyalisme de la France de la Restauration, le légitimisme ou l'ultramontanisme  tardif.
Contrairement aux conceptions prévalentes dans l'historiographie, Canals avance la thèse selon laquelle l'identité catalane moderne a été forgée dans le contexte de la réponse chrétienne traditionnelle aux concepts universalistes concurrents qui gagnent du terrain à partir de la fin du XVIIe siècle, généralement importés de l'autre côté des Pyrénées. Selon cette théorie, l'identité politique catalane commence à être construite avec la guerre contre les Bourbons de 1705-1714 puis le processus s'accélère et s'exprime concrètement de manière plus spectaculaire dans une série de 7 guerres contre-révolutionnaires menées par les Catalans entre 1794 et 1876 : guerre du Roussillon, guerre d'Indépendance, guerre royaliste, guerre des Malcontents, première Guerre carliste, guerre des matiners et troisième guerre carliste . Dans la perspective offerte, les avancées du libéralisme bourgeois ont donné naissance à une nouvelle conception du catalanisme, qui est en réalité une déconstruction plutôt qu'une reconstruction d'un soi catalan. En tant que copie locale des nationalismes européens, il écarterait les véritables traits constitutifs de l'identité catalane et mènerait à une « Catalogne sans âme et sans vie ».

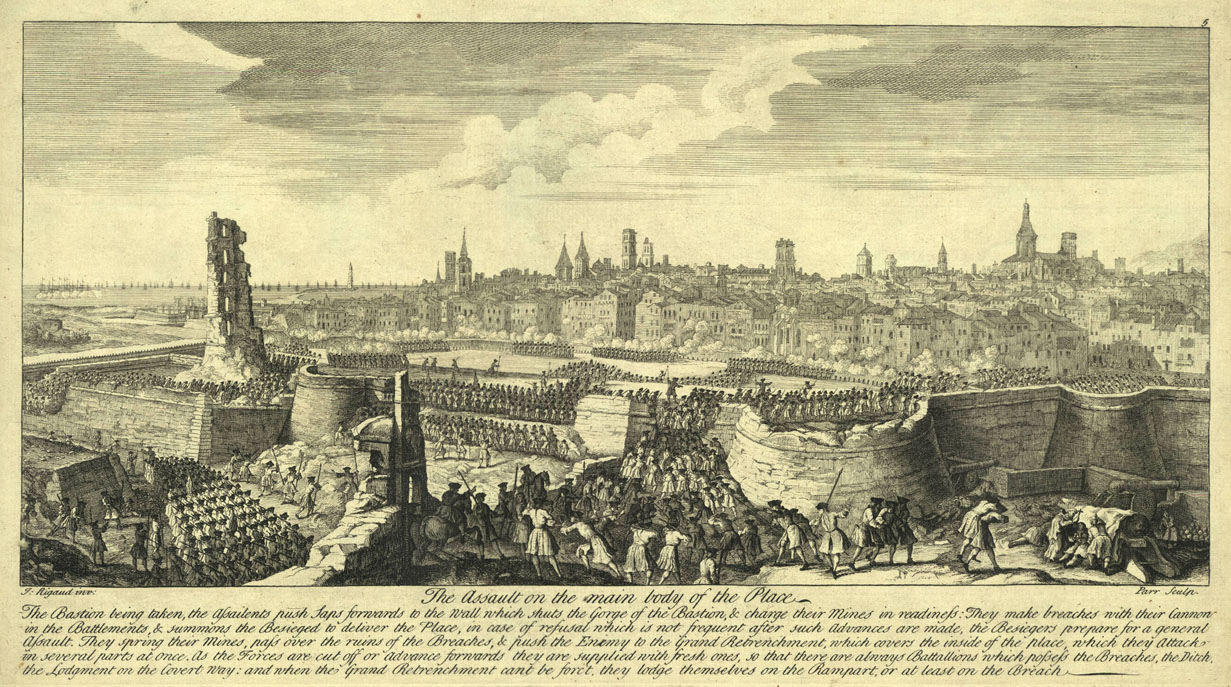
Barcelone, 11 septembre 1714

Les écrits historiographiques de Canals sont pour la plupart des essais, disséminés dans diverses publications périodiques, souvent Cristiandad, et seront plus tard rassemblés en volumes compacts. Le premier ouvrage majeur publié est sa thèse de doctorat réduite Cristianismo y revolución: los orígenes románticos del cristianismo de izquierdas (1957) ; l'ouvrage est centré sur Félicité de Lammenais, qu'il comme l'un des pères fondateurs du catholicisme libéral. Près de 40 ans plus tard, Canals publia La tradición catalana en el siglo XVIII : ante el absolutismo y la Ilustración (1995), traitant de la naissance du traditionalisme catalan en réponse aux nouvelles idées importées de France. Un travail mineur, Miscelánea (1997), fut suivi de Catalanismo y tradición catalana (2006), une collection de 8 essais, axée sur l'histoire de l'identité catalane. Des écrits historiographiques de Canals figurent dans une édition de ses œuvres complètes.

## Entre traditionalisme et carlisme

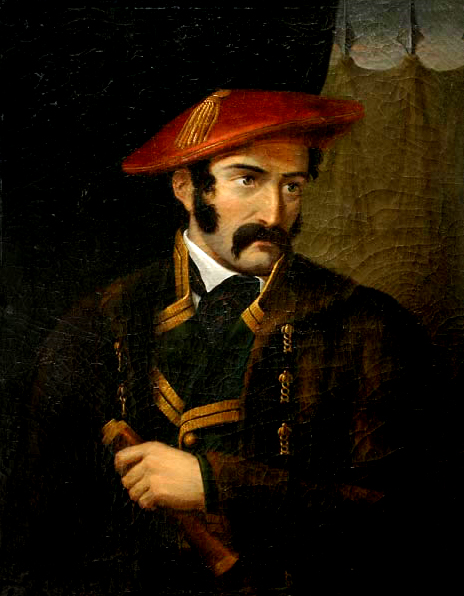
Le général Zumalacarregui.

Canals ne s'engagea pas ouvertement en politique ; il n'adhéra pas à un parti et ne postula pas à des postes de pouvoir. Il est peu connu pour s'être exprimé sur questions liées à la politique courante, à l'exception de la signature d'une lettre de 61 intellectuels qui, en 1978, se prononcèrent contre le projet de constitution ; selon eux, en ignorant Dieu et en élevant le peuple à l'autorité ultime, capable de dire le bien du mal, le texte avançait dans un inacceptable « totalitarisme laïc ». Política española: pasado y futuro (1977) de Canals est un recueil d'essais sur la philosophie politique générale; discutant d'un certain nombre de concepts politiques sans pour autant proposer de solutions spécifiques.
Pendant la majeure partie de sa vie, Canals s'impliqua dans des initiatives culturelles teintées de traditionalisme, souvent, mais pas exclusivement, liées au mouvement carliste. Les plus remarquables sont ses contributions à Verbo, une revue publiée depuis les années 1950, et son activité au sein du comité directeur du centre d'études Zumalacárregui. Groupe de réflexion créé par des ramifications de la Communion traditionaliste — parti officiel du carlisme —, le centre organisa dans les années 1960 des congrès d'études traditionalistes auxquels Canals participa ; il également contribua à ses autres initiatives, comme les Journées catalanes. Travaillant en étroite collaboration avec des commentateurs engagés dans le militantisme carliste, Canals contribua à mettre en avant le noyau traditionaliste du carlisme ; ensemble, ils cherchèrent à reformuler la perspective carliste en la confrontant aux conceptions progressistes. ¿Qué es el carlismo?, un livret de 1971 synthétisant l'orthodoxie carliste, plaça Canals parmi les meilleurs théoriciens traditionalistes.
Canals ne s'identifia pas explicitement au carlisme, mais ses écrits suggèrent une identification avec le mouvement. Bien qu'affirmant qu'historiquement le traditionalisme et le carlisme ne fusionnèrent que tardivement, dans les années 1860, il soutint également que depuis lors dans la réalité, les principes traditionalistes ne pouvaient être pleinement incarnés que dans le carlisme, le seul véritable héritier de la chrétienté et « des Espagnes », gardien de l'ordre moral et social espagnol. Canals admettait la possibilité théorique d'identités traditionalistes et carlistes séparées, mais il considérait une telle éventualité comme absurde, comparable à être un irlandais catholique orangiste  ou un jacobite protestant. Pour lui, le traditionalisme était l'essence et le carlisme était l'existence ; le premier est l'ordre de la pensée — « el orden del saber especulativo-práctico » —, tandis que le second est son incarnation pratique.
Canals a été qualifié de « penseur/philosophe carliste », ou « carliste exceptionnel/distingué », ; certains auteurs le font figurer parmi les 4 « maîtres contemporains de la pensée carliste », parmi « les intellectuels les plus importants de deux siècles de carliste » ou prétendent qu'il « excellait en tant que carliste ». Cependant, ils notent également qu'appréciant le sujet du légitimisme, Canals n'a jamais été partisan d'un partisan spécifique et s'est tenu à l'écart de la Communion traditionaliste dominée par les javieristas. D'autres spécialistes le présentent comme impliqué dans des initiatives « liées au légitimisme carliste », mais d'autres encore le caractérisent plus généralement comme un « catholique conservateur contre-révolutionnaire » ou encore un « intellectuel traditionaliste ». Il était considéré par ses opposants comme un « intégriste catholique » ou, de façon quelque peu euphémique, « ultra-conservateur ». Il a également été qualifié de « franquiste », et de « réactionnaire »,.